# Leichtathletik-Länderkampf der Männer 1969 Ungarn – BR Deutschland
| 12. Leichtathletik-Länderkampf mit bundesdeutscher Beteiligung 1969 | 12. Leichtathletik-Länderkampf mit bundesdeutscher Beteiligung 1969 |
| ------------------------------------------------------------------- | ------------------------------------------------------------------- |
|                                                                     |                                                                     |
| Ländervergleich der Männer: Ungarn – BR Deutschland                 |                                                                     |
| Austragungsort                                                      | Budapest                                                            |
| Wettbewerbe                                                         | 20                                                                  |
| Datum                                                               | 19./21. Juli                                                        |
| 1. FRG 2. HUN                                                       | 120,5 Punkte 091,5 Punkte                                           |
| Chronik                                                             |                                                                     |
| ← FIN-FRG (M)                                                       | FRG-USA (M) →                                                       |

Der zwölfte Vergleich des Länderkampfjahres 1969 wurde nur drei Tage nach dem Länderkampf gegen Finnland in Budapest ausgetragen. In der ungarischen Hauptstadt traten die bundesdeutschen Männer am 19./21. Juli gegen Ungarn an. Es war die achte Begegnung der beiden Nationen. Sieben Mal war die Bundesrepublik Deutschland zuvor siegreich gewesen.

## Wettbewerbe und Modus
Auf dem Programm standen wieder die bei Länderkämpfen üblichen zwanzig Disziplinen. Aus dem olympischen Wettbewerbskatalog fehlten nur der Marathonlauf, die beiden Gehdisziplinen und der Zehnkampf. Gewertet wurde durchgängig nach dem Standardsystem.

## Ergebnis
In den technischen Disziplinen zeigte sich eine leichte Überlegenheit der ungarischen Leichtathleten. Sie gewannen wie die bundesdeutschen Sportler zwei Sprünge, im Gegensatz zur Bundesrepublik einen davon mit einem Doppelerfolg. Klar vorn lag Ungarn im Bereich Wurf/Stoß. Hier gelangen ihnen drei Siege, einer davon mit einem Doppelerfolg. Die Bundesrepublik verbuchte nur den Sieg im Kugelstoßen. Anders lief es in den Läufen. Die Bundesrepublik Deutschland entschied ausnahmslos alle zehn Laufwettbewerbe bei vier Doppelerfolgen für sich und auch die beiden Staffeln gingen an die Bundesrepublik. Damit kamen die bundesdeutschen Männer mit 120,5 zu 91,5 Punkten zu ihrem achten Sieg über Ungarn.

## Resultate

### 100 m
| Platz | Athlet               | Land | Zeit (s) |
| ----- | -------------------- | ---- | -------- |
| 1     | Gerhard Wucherer     | FRG  | 10,3     |
| 2     | Tibor Farkas         | HUN  | 10,5     |
| 3     | Karl-Peter Schmidtke | FRG  | 10,5     |
| 4     | Gyula Rábai          | HUN  | 10,6     |

Datum: 19. Juli

### 200 m
| Platz | Athlet             | Land | Zeit (s) |
| ----- | ------------------ | ---- | -------- |
| 1     | Hans-Dieter Hübner | FRG  | 21,1     |
| 2     | Jochen Eigenherr   | FRG  | 21,2     |
| 3     | István Gyulai      | HUN  | 21,3     |
| 4     | László Mihályfi    | HUN  | 21,3     |

Datum: 21. Juli

### 400 m
| Platz | Athlet          | Land | Zeit (s) |
| ----- | --------------- | ---- | -------- |
| 1     | Ingo Röper      | FRG  | 47,0     |
| 2     | István Rózsa    | HUN  | 47,9     |
| 3     | László Mihályfi | HUN  | 48,0     |
| 4     | Herbert Moser   | FRG  | 48,2     |

Datum: 19. Juli

### 800 m
| Platz | Athlet        | Land | Zeit (min) |
| ----- | ------------- | ---- | ---------- |
| 1     | Walter Adams  | FRG  | 1:49,9     |
| 2     | Sándor Fekete | HUN  | 1:50,1     |
| 3     | György Molnár | HUN  | 1:50,2     |
| 4     | Lothar Hirsch | FRG  | 1:50,6     |

Datum: 21. Juli

### 1500 m
| Platz | Athlet            | Land | Zeit (min) |
| ----- | ----------------- | ---- | ---------- |
| 1     | Bodo Tümmler      | FRG  | 3:47,9     |
| 2     | Werner Gosewinkel | FRG  | 3:48,0     |
| 3     | Géza Kovacs       | HUN  | 3:48,1     |
| 4     | Róbert Honti      | HUN  | 3:48,5     |

Datum: 19. Juli

### 5000 m
| Platz | Athlet         | Land | Zeit (min) |
| ----- | -------------- | ---- | ---------- |
| 1     | Werner Girke   | FRG  | 14:04,4    |
| 2     | Dénes Simon    | HUN  | 14:08,2    |
| 3     | Béla Toth      | HUN  | 14:10,0    |
| 4     | Hans Munzinger | FRG  | 15:05,8    |

Datum: 21. Juli

### 10.000 m
| Platz | Athlet            | Land | Zeit (min) |
| ----- | ----------------- | ---- | ---------- |
| 1     | Manfred Letzerich | FRG  | 29:33,4    |
| 2     | Lajos Mecser      | HUN  | 29:34,4    |
| 3     | Lutz Philipp      | FRG  | 29:34,6    |
| 4     | János Szerényi    | HUN  | 30:01,6    |

Datum: 19. Juli

### 110 m Hürden
| Platz | Athlet           | Land | Zeit (s) |
| ----- | ---------------- | ---- | -------- |
| 1     | Günther Nickel   | FRG  | 14,2     |
| 2     | Eckart Berkes    | FRG  | 14,4     |
| 3     | Béla Mélykúti    | HUN  | 14,5     |
| 4     | Zsolt Ringhoffer | HUN  | 15,1     |

Datum: 21. Juli

### 400 m Hürden
| Platz | Athlet           | Land | Zeit (s) |
| ----- | ---------------- | ---- | -------- |
| 1     | Gerhard Hennige  | FRG  | 51,3     |
| 2     | Manfred Klaußner | FRG  | 51,4     |
| 3     | Zsolt Ringhoffer | HUN  | 52,4     |
| 4     | István Kövesdi   | HUN  | 53,7     |

Datum: 19. Juli

### 3000 m Hindernis
| Platz | Athlet             | Land | Zeit (min) |
| ----- | ------------------ | ---- | ---------- |
| 1     | Willi Wagner       | FRG  | 8:52,8     |
| 2     | Sándor Mathe       | HUN  | 8:55,0     |
| 3     | Heinz-Gerd Mölders | FRG  | 8:55,4     |
| 4     | József Pamuki      | HUN  | 9:10,0     |

Datum: 21. Juli

### 4 × 100 m Staffel
| Platz | Besetzung      | Land                                                                    | Zeit (s) |
| ----- | -------------- | ----------------------------------------------------------------------- | -------- |
| 1     | BR Deutschland | Heinz-Jürgen Mautsch Hartmut Strempel Gerhard Wucherer Jochen Eigenherr | 40,3     |
| 2     | Ungarn         | Tibor Farkas Gyula Rábai László Mihályfi Sebestyen                      | 41,2     |

Datum: 19. Juli

### 4 × 400 m Staffel
| Platz | Besetzung      | Land                                                        | Zeit (min) |
| ----- | -------------- | ----------------------------------------------------------- | ---------- |
| 1     | BR Deutschland | Ingo Röper Hans-Dieter Hübner Herbert Moser Gerhard Hennige | 3:07,4     |
| 2     | Ungarn         | István Rózsa László Mihályfi Báthory Szakály                | 3:11,0     |

Datum: 21. Juli

### Hochsprung
| Platz | Athlet           | Land | Höhe (m) |
| ----- | ---------------- | ---- | -------- |
| 1     | Thomas Zacharias | FRG  | 2,09     |
| 2     | József Tihányi   | HUN  | 2,09     |
| 3     | Ingomar Sieghart | FRG  | 2,09     |
| 3     | István Major     | HUN  | 2,09     |

Datum: 19. Juli

### Stabhochsprung
| Platz | Athlet             | Land | Höhe (m) |
| ----- | ------------------ | ---- | -------- |
| 1     | Heinfried Engel    | FRG  | 4,80     |
| 2     | Róbert Steinhacker | HUN  | 4,80     |
| 3     | Agoston Schulek    | HUN  | 4,80     |
| 4     | Reinhard Kuretzky  | FRG  | 4,70     |

Datum: 21. Juli

### Weitsprung
| Platz | Athlet            | Land | Weite (m) |
| ----- | ----------------- | ---- | --------- |
| 1     | Henrik Kalocsai   | HUN  | 7,61      |
| 2     | Hans Baumgartner  | FRG  | 7,57      |
| 3     | Andreas Gloerfeld | FRG  | 7,48      |
| 4     | Tibor Kandar      | HUN  | 7,45      |

Datum: 21. Juli

### Dreisprung
| Platz | Athlet          | Land | Weite (m) |
| ----- | --------------- | ---- | --------- |
| 1     | Zoltán Cziffra  | HUN  | 16,47     |
| 2     | Henrik Kalocsai | HUN  | 16,18     |
| 3     | Michael Sauer   | FRG  | 15,72     |
| 4     | Harald Strutz   | FRG  | 15,53     |

Datum: 19. Juli

### Kugelstoßen
| Platz | Athlet               | Land | Weite (m) |
| ----- | -------------------- | ---- | --------- |
| 1     | Heinfried Birlenbach | FRG  | 19,50     |
| 2     | Vilmos Varjú         | HUN  | 18,91     |
| 3     | Traugott Glöckler    | FRG  | 18,13     |
| 4     | Sándor Holub         | HUN  | 18,06     |

Datum: 19. Juli

### Diskuswurf
| Platz | Athlet             | Land | Weite (m) |
| ----- | ------------------ | ---- | --------- |
| 1     | Ferenc Tégla       | HUN  | 59,62     |
| 2     | Géza Fejér         | HUN  | 58,98     |
| 3     | Klaus-Peter Hennig | FRG  | 57,68     |
| 4     | Hein-Direck Neu    | FRG  | 57,00     |

Datum: 21. Juli

### Hammerwurf
| Platz | Athlet             | Land | Weite (m) |
| ----- | ------------------ | ---- | --------- |
| 1     | Gyula Zsivótzky    | HUN  | 70,88     |
| 2     | Hans Fahsl         | FRG  | 69,26     |
| 3     | Uwe Beyer          | FRG  | 67,80     |
| 4     | Sándor Eckschmiedt | HUN  | 66,84     |

Datum: 19. Juli

### Speerwurf
| Platz | Athlet           | Land | Weite (m) |
| ----- | ---------------- | ---- | --------- |
| 1     | Gergely Kulcsár  | HUN  | 83,30     |
| 2     | Klaus Wolfermann | FRG  | 79,84     |
| 3     | Miklós Németh    | HUN  | 74,82     |
| 4     | Eugen Stumpp     | FRG  | 74,24     |

Datum: 21. Juli